# Мурамото, Кана
Кана Мурамото (яп. 村元 哉中 Мурамото Кана, род. 3 марта 1993, Акаси, Хиого) — японская фигуристка, выступавшая в танцах на льду. В паре с Крисом Ридом становилась трёхкратной чемпионкой Японии (2016—2018), победительницей командного чемпионата мира (2017), серебряным призёром Азиатских игр (2017), бронзовым призёром чемпионата четырёх континентов (2018) и участницей Олимпийских игр (2018).
Мурамото начала заниматься танцами на льду в 2014 году, до этого выступая в одиночном катании. Как одиночница не показывала высоких результатов. Была бронзовым призёром этапа юниорского Гран-при (2008). Лучшее место на чемпионате Японии — десятое (2011, 2012). Её первым партнёром по танцам был Хироити Ногути, с которым провела один сезон, став бронзовым призёром чемпионата Японии (2014).
Затем образовала дуэт с Крисом Ридом, достигнув основных успехов в карьере. В 2018 году Мурамото и Рид прекратили сотрудничество, занимая на тот момент тринадцатое место в рейтинге Международного союза конькобежцев. Через год начала кататься с Дайсукэ Такахаси, недавно возобновившим соревновательную карьеру. Они завоевали серебро чемпионата четырёх континентов (2022), бронзу Гран-при Японии (2020) и золото чемпионата Японии (2023).

## Карьера
Кана Мурамото родилась в 1993 году. Её старшая сестра Сацуки Мурамото занималась фигурным катанием, и Кана также увлеклась этим спортом с детства. Больших успехов, в отличие от сестры, ей достигнуть не удалось, и она задумывалась завершать карьеру одиночницы.
В начале 2014 года она решила себя попробовать в танцах на льду и встала в пару с Хироити Ногути. С ним она выиграла медаль национального чемпионата. В апреле 2015 года завершила свою спортивную карьеру многократная чемпионка Японии в танцах Кэти Рид, но её брат-партнёр решил продолжить карьеру и искал себе партнёршу. Летом они встали в пару.
Пара дебютиировала на домашнем этапе Гран-при NHK Trophy, где заняли предпоследнее место. В конце года они уверенно выиграли национальный чемпионат. Заняли второе место в начале января на Кубке Несквик в Польше при этом они улучшили все свои прежние достижения. Пара уверенно квалифицировалась на чемпионаты. На континентальном чемпионате в Тайбэе фигуристы оказались лучшими танцорами кроме североамериканцев. На мировом чемпионате в Бостоне фигуристы уверенно вошли в число финалистов, при этом улучшили свои достижения в короткой программе.
Новый предолимпийский сезон пара начала в США; в середине сентября, на турнире в Солт-Лейк-Сити они относительно уверенно заняли второе место. При этом улучшили прежние достижения в коротком танце и сумме. В середине октября японские танцоры выступали на этапе Гран-при в Чикаго, где на Кубке Америки заняли место в середине турнирной таблицы. В конце декабря на национальном чемпионате в Осаке Мурамото и Рид уверенно повторили прошлогодний успех. В начале января 2017 года японская пара выступала в Польше на Кубке Нестли Несквик, фигуристы заняли третье место, при этом они улучшили свои прежние достижения в сумме и произвольной программе. В середине февраля фигуристы выступали в южнокорейском городе Каннын на континентальном чемпионате, где заняли место в конце десятки. Через неделю они приняли участие в Саппоро в VIII зимних Азиатских играх, где заняли второе место. В конце марта японские фигуристы выступали на мировом чемпионате в Хельсинки, где выступили неудачно, не сумели выйти в финальную часть. Через три недели на заключительном турнире сезона командном чемпионате мира японская пара улучшила свои прежние достижения в сумме и короткой программе. Это способствовало тому, что японская сборная выиграла золотые медали.
В сентябре японская пара начала олимпийский сезон в Солт-Лейк-Сити, где на турнире U.S. International Figure Skating Classic они финишировали с бронзовой медалью. В конце месяца фигуристы приняли участие в Оберсдорфе, где на квалификационном турнире Небельхорн, финишировали на втором месте и сумели завоевать для своей страны путёвку на зимние Олимпийские игры. При этом они улучшили свои прежние достижения в сумме и произвольном танце. Через полтора месяца фигуристы приняли участие в домашнем этапе серии Гран-при, где финишировали в конце турнирной таблицы. В конце ноября на американском этапе в Лейк-Плэсиде они финишировали также в конце турнирной таблицы. В конце декабря на национальном чемпионате страны пара в очередной раз уверенно стала чемпионами страны. В Тайбэе через месяц японские фигуристы на континентальном чемпионате улучшили все свои прежние спортивные достижения. Принимая во внимание, что сборные США и Канады были представлены вторыми составами японцы впервые финишировали с бронзой. В начале февраля, ещё до открытия Олимпийских игр в Южной Корее, пара начала соревнования в командном турнире. Они в Канныне финишировали в короткой программе в середине турнирной таблицы. В произвольной программе они финишировали последними. Японская сборная в итоге финишировала пятой. В середине февраля на личном турнире Олимпийских игр японские танцоры выступили удачно, они сумели финишировать в середине второй десятки. В конце марта спортсмены выступали в Милане на мировом чемпионате, где финишировали в начале второй десятки. Им удалось незначительно улучшить все свои прежние достижения и занять самое высокое место в своей истории. Летом пара распалась.
В сентябре 2019 года стало известно, что с января 2020 года она продолжит выступления в паре с Дайсукэ Такахаси. В это время мало проводилось соревнований, из-за пандемии COVID-19. Пара дважды стала вице-чемпионом своей страны. В январе 2022 года фигуристы стали вице-чемпионами континентального чемпионата.

## Программы
(с Д. Такахаси)
| Сезон     | Ритм-танец | Произвольный танец | Показательные номера                            |
| --------- | --- | --- | ----------------------------------------------- |
| 2022—2023 | - Сальса: «Conga/Rhythm Is Gonna Get You» Miami Sound Machine, Глория Эстефан, Энрике Гарсиа ремикс Psyk - Румба: «Ahora (Emotional Rap Beat Mix)» Isatorresbeats - Самба: «Move» Саид Мурад | - «Phantasia» в исполнении Джулиана Ллойда Уэббера, Сары Чанг - «Overture» - «The Music of the Night» Эндрю Ллойд Уэббер (из мюзикла «Призрак оперы») | - «Love Goes» Сэм Смит                          |
| 2021—2022 | - Блюз: «Soran Bushi» Майя Бару - Хип-Хоп: «Koto» CloZee | - «Баядерка» Людвиг Минкус |                                                 |
| 2020—2021 | - «Маска» Рэнди Эдельман | - «Баядерка» Людвиг Минкус | - «You Are the Reason» Калум Скотт, Леона Льюис |

(с К. Ридом)
| Сезон     | Ритм-танец | Произвольный танец | Показательные номера                                                                                        |
| --------- | --- | --- | --- |
| 2017—2018 | - Ча-ча-ча: «I Like It Like That» в исполнении Пита Родригеса - Румба: «Mondo Bongo» Джо Страммер - Самба: «Batucada de Sambrasil» Estudios Talkback | - «Последний император» Рюити Сакамото - «Счастливого Рождества, мистер Лоуренс» Рюити Сакамото                                                                                       | - «Последний император» - «Счастливого Рождества, мистер Лоуренс» Рюити Сакамото - «Unsteady» X Ambassadors |
| 2016—2017 | - Блюз: «The Sun's Gonna Shine Again» - Джайв: «I Got a Woman» - Свинг: «Mess Around» в исполнении Рэя Чарльза                                       | - «Poeta en el Puerto» - «Amor Dulce Muerte» - «Nada Puede Dormir» - «Poeta en el Viento» Висенте Амиго                                                                               | - «All I Need is the Girl» Джул Стайн                                                                       |
| 2015—2016 | - Вальс: «Wiener Cafe» - Марш: «Olympiamarsch» - Марш: «UNO March» Роберт Штольц                                                                     | - «Pennies from Heaven» Джонни Берк, Артур Джонстон - «Jubilee Stomp» Дюк Эллингтон - «The Reel Chaplin: A Symphonic Adventure» Карл Дэвис - «Огни рампы» Чарльз Чаплин, Томас Бекман | - «Everything Has Changed» Тейлор Свифт, Эд Ширан                                                           |

(с Х. Ногути)
| Сезон     | Ритм-танец                 | Произвольный танец |
| --------- | -------------------------- | --- |
| 2014—2015 | - «Dame Tu Fuerza» Fortuna | - «Something's Got A Hold On Me» - «Bound To You» - «Tough Lover» (из мюзикла «Бурлеск») в исполнении Кристины Агилеры |

(В одиночном катании)
| Сезон     | Короткая программа                                         | Произвольная программа                 |
| --------- | ---------------------------------------------------------- | -------------------------------------- |
| 2011—2012 | - «Фламенко»                                               | - «Последний император» Рюити Сакамото |
| 2010—2011 | - «Seville» (из фильма «Миссия невыполнима 2») Ханс Циммер | - «Цыганские напевы» Пабло де Сарасате |

## Результаты

### В танцах на льду
| В паре с Дайсукэ Такахаси     |       |       |       |
| Соревнования                  | 20/21 | 21/22 | 22/23 |
| Международные                 |       |       |       |
| Чемпионат мира                |       | 16    | 11    |
| Чемпионат четырёх континентов |       | 2     | 9     |
| Гран-при Японии               | 3     | 6     | 6     |
| Гран-при США                  |       |       | 6     |
| Warsaw Cup                    |       | 2     |       |
| Мемориал Дениса Тена          |       |       | 1     |
| Командные                     |       |       |       |
| Командный чемпионат мира      |       |       | 3     |
| Национальные                  |       |       |       |
| Чемпионат Японии              | 2     | 2     | 1     |

| Результаты выступлений с Крисом Ридом |       |       |       |
| Соревнования                          | 15/16 | 16/17 | 17/18 |
| Международные                         |       |       |       |
| Олимпиада — танцы                     |       |       | 15    |
| Олимпиада — команда                   |       |       | 5     |
| Чемпионат мира                        | 15    | 23    | 11    |
| Четыре континента                     | 7     | 9     | 3     |
| Гран-при Японии                       | 7     |       | 9     |
| Гран-при США                          |       | 8     | 7     |
| Nebelhorn Trophy                      |       |       | 2     |
| U.S. Classic                          |       | 2     | 3     |
| World Team Trophy                     |       | 1     |       |
| Азиатские игры                        |       | 2     |       |
| Toruń Cup                             | 2     | 3     |       |
| Национальные                          |       |       |       |
| Чемпионат Японии                      | 1     | 1     | 1     |

| В паре с Хироити Ногути |       |
| Соревнования            | 14/15 |
| Международные           |       |
| Tallinn Trophy          | 4     |
| Национальные            |       |
| Чемпионат Японии        | 3     |

### В одиночном катании
| Соревнования                | 07/08         | 08/09         | 09/10         | 10/11         | 11/12         | 12/13         | 13/14         |
| Международные               | Международные | Международные | Международные | Международные | Международные | Международные | Международные |
| --------------------------- | ------------- | ------------- | ------------- | ------------- | ------------- | ------------- | ------------- |
| Merano Cup                  |               |               |               |               |               | 7             |               |
| Crystal Skate               |               |               |               |               | 3             |               |               |
| Challenge Cup               |               |               |               |               | 7             |               |               |
| Triglav Trophy              |               |               |               | 2             |               |               |               |
| Кубок Ниццы                 |               |               | 4             |               |               |               |               |
| Международные среди юниоров |               |               |               |               |               |               |               |
| Гран-при Франции            |               |               |               | 17            |               |               |               |
| Гран-при Белоруссии         |               | 3             |               |               |               |               |               |
| Национальные                |               |               |               |               |               |               |               |
| Чемпионат Японии            |               |               | 17            | 10            | 10            | 16            | 17            |
| ЧЯ среди юниоров            | 8             | 12            |               |               |               |               |               |